# 美國駐聯合國代表團
美國駐聯合國代表團
（縮寫：USUN），或譯美國常駐聯合國代表團或美國駐聯合國使團，是美國對聯合國設置的常駐代表機構。美國駐聯合國代表團負責執行國家參與世界機構的工作。1947年，美國代表團根據國會法案成立，旨在協助總統和國務院在聯合國執行美國政策。從那時起，美國駐聯合國代表團作為美國國務院的聯合國分支機構發揮了至關重要的作用。今天，美國駐聯合國代表團擁有大約150名員工，他們在聯合國代表美國的政治、經濟和社會、法律、軍事、公共外交和利益。

## 外部連結
- 官方網站
- 賴斯大使在大樓落成典禮上的談話